# Kodeks Fejérváry-Mayer

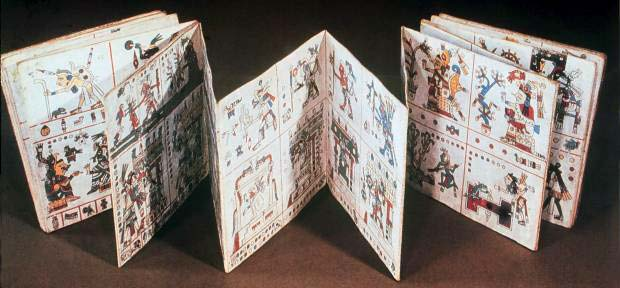
Kodeks Fejérváryego-Mayera

Kodeks Fejérváryego-Mayera – aztecki dokument prekolumbijski zawierający informacje na temat kalendarza Azteków i związanych z nim uroczystości.

## Opis
Kodeks Fejérváryego-Mayera wchodzi w skład Kodeksów Borgii, pochodzi z okolic Choluli w Meksyku i jest spuścizną kultury nahuatl Puebla-Tlaxcala. Budową, treścią i wyglądem przypomina Kodeks Laud. 
Unikalną rzeczą jest ilustracja czterech stron kierunków świata, przedstawiona w postaci krzyża z piątą stroną w centrum. Dni kalendarza wyznaczone są zgodnie z kierunkami i każdemu podziałowi towarzyszy para bogów, poświęcone drzewa, ptaki oraz inne postacie wyrażone za pomocą ikon.  
W środku znajduje się bóg ognia Xiuhtecuhtli. Ilustracja jest też kalendarzem trzynastu miesięcy księżycowych.
Kodeks składa się z 17 sekcji. Większość sekcji dotyczy kalendarza. Kilka ostatnich przedstawia linie i kropki oznaczające liczby i związane jest z niezidentyfikowanymi uroczystościami.

## Historia
Najstarsze ślady Kodeksu Fejérváryego-Mayera prowadzą do węgierskiego kolekcjonera Fejérváryego, który sprzedał manuskrypt angielskiemu filantropowi Josephowi Mayerowi (1803–1886). Ten przekazał unikat Muzeum Publicznemu (Public Museum) w Liverpoolu.

## Publikacje
Pierwsza publikacja miała miejsce w 1901 roku we wznowionej publikacji dzieła pt. Antiguidades de Mexico autorstwa Edwarda Kinga, z komentarzem Eduarda Selera. Publikacja była ufundowana przez księcia Loubat. Kolejną znaczącą edycją było wydanie kodeksu w Grazu w Austrii. Obecnie oryginał znajduje się w Muzeum Publicznym w Liverpoolu (Anglia).